# Josef Erleback
Josef Erleback var en tjeckoslovakisk längdåkare som tävlade under 1920-talet. 
Erleback var med i det första världsmästerskapet 1925 och slutade där trea på 18 kilometer och blev femma på 50 kilometer. 